# Wjatka (Motorroller)

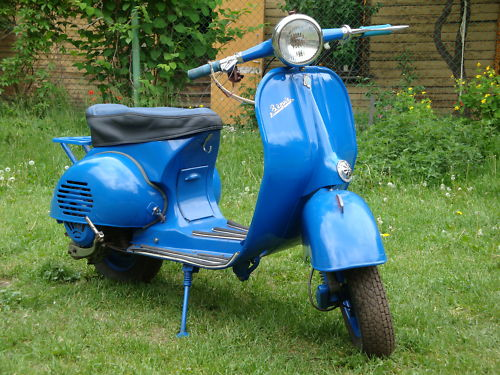
Wjatka-Motorroller (2011)

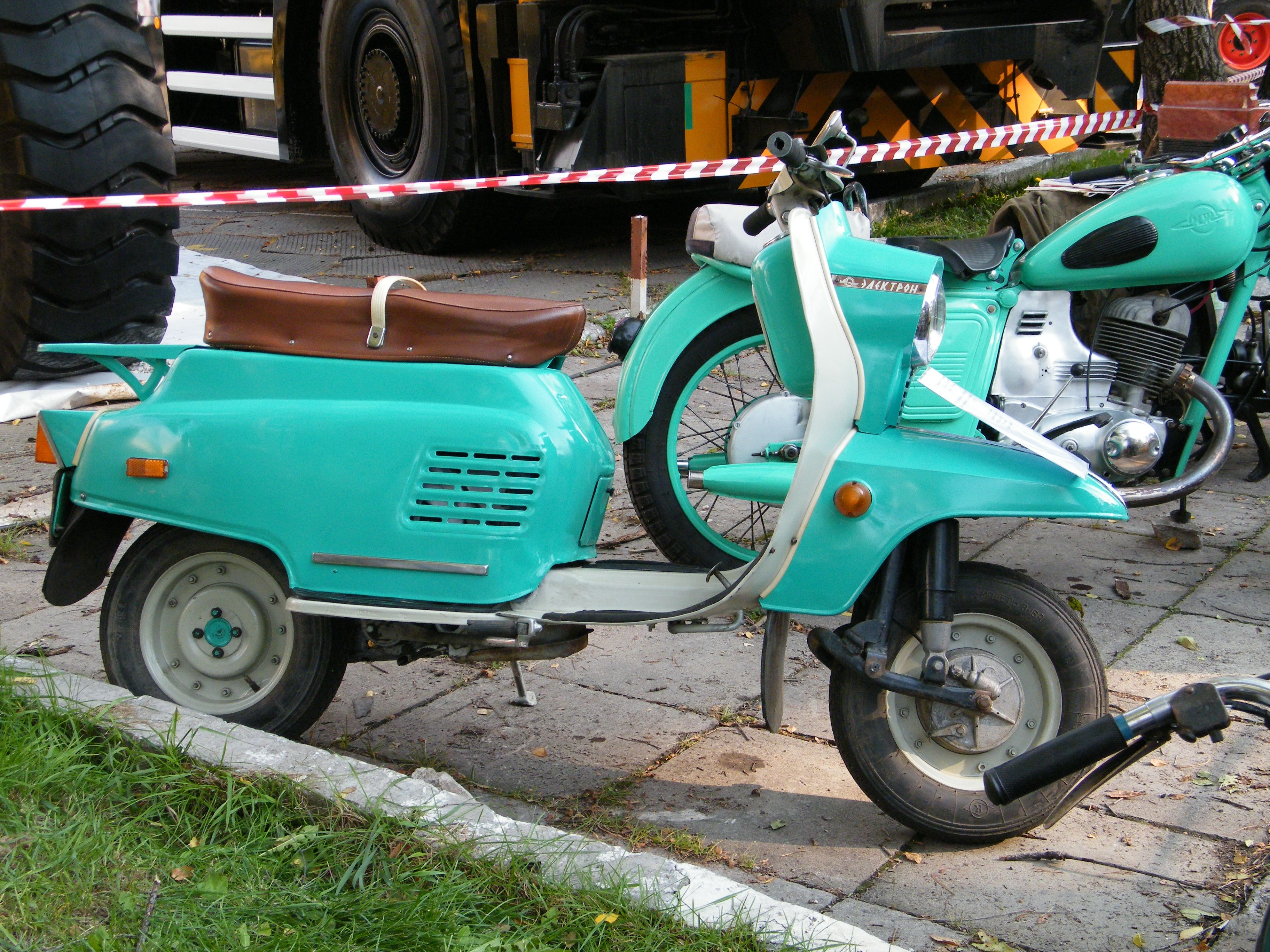
Wjatka-„Elektron“ aus den 1970er-Jahren (2012)

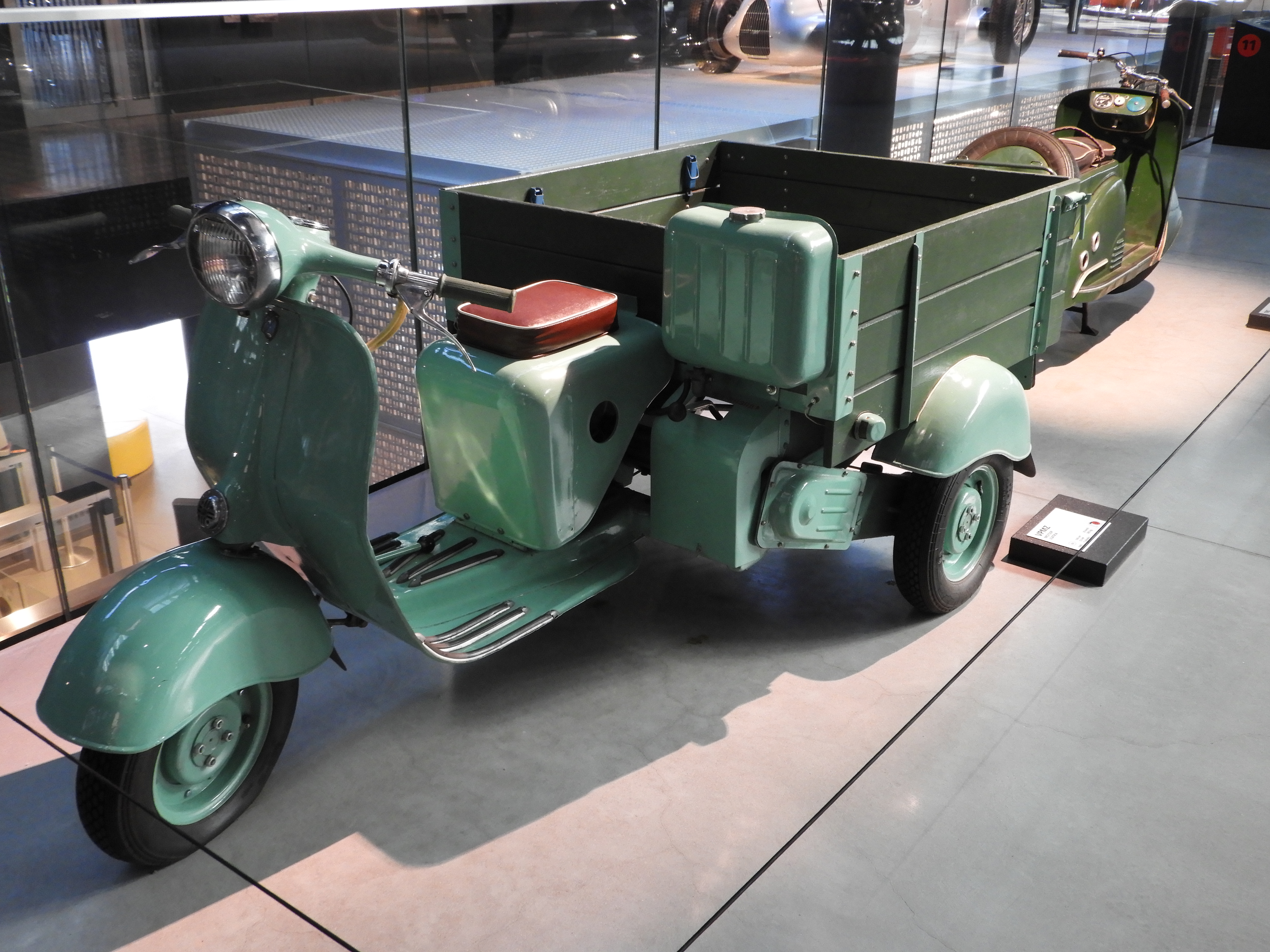
Dreirädriger Lastenroller MG-150 auf Basis des WP-150 (2024)

Wjatka, russisch Вятка, war von 1955 bis 1979 der Name mehrerer verschiedener Modelle sowjetischer Motorroller.

## Geschichte
Die sowjetische Maschinenfabrik WPMS (russisch Вятско-Полянский машиностроительный завод, kurz ВПМЗ, Wjatsko-Poljanski Maschinostroitelny Sawod) in Wjatskije Poljany lag im Bezirk Kirow, der bis 1934 Wjatka hieß. Nach dem Zweiten Weltkrieg wurden durch ВПМЗ zunehmend Konsumgüter produziert. Erstmals wurden im Jahr 1955 mit Sätteln und Luftfiltern Teile für Motorräder hergestellt. In diesem Jahr erwarb die russische Regierung im Ausland eine Vespa 150 GS sowie einen Goggoroller mit 150 cm³ mit dem Ziel, diese zu kopieren. Der Goggoroller ging als Tula-200 in Produktion, die Vespa wurde bei ВПМЗ als Wjatka WP-150 nachgebaut. Ab 1956 startete die Serienproduktion des Rollers. Im Jahr 1958 wurde zudem ein Frachtroller auf Basis des Wjatka WP-150 produziert. Insgesamt wurde der Wjatka WP-150 bis 1965 hergestellt und somit länger als die originale Vespa GS 150, deren Nachfolger im Jahr 1962 die Vespa GS 160 war.
1966 wurde die Serienproduktion auf den modernisierten WP-150M mit 6 PS umgestellt. Dieser Roller unterschied sich äußerlich stark vom bisherigen WP-150. Einen Elektrostarter gab es ab 1973. Ab 1974 wurde noch einmal ein neues Modell in die Serienproduktion übernommen, zusammen mit weiteren Verbesserungen wurde die Bezeichnung in Wjatka-3 „Elektron“ geändert. Die Leistung betrug in dieser Ausführung 7 PS und eine Höchstgeschwindigkeit von 80 km/h wurde erreicht. 1979 wurde die Fertigung nach insgesamt 1.395.580 Exemplaren eingestellt.

## Technische Daten

### Wjatka WP-150
(Stand 1960, Quelle:)
- Hubraum: 148 cm³
- Leistung: 4,5 PS
- Getriebe: 3-Gang-Handschaltung
- Kühlung: Gebläse
- Verbrauch: 3,2 l/100 km
- Gemisch: Kraftstoff-Ölgemisch
- Tankinhalt: 12 l
- Höchstgeschwindigkeit: 70 km/h
- Leermasse: 120 kg
- Reifendimension: 4.00x10"

### Wjatka WP-150M
(Stand 1967, Quelle:)
- Hubraum: 148 cm³
- Verdichtung: 6,7:1
- Leistung: 6,0 PS
- Getriebe:
- Kühlung: Gebläse
- Verbrauch: 3,2 l/100 km
- Gemisch: Kraftstoff-Ölgemisch
- Tankinhalt: 12 l
- Höchstgeschwindigkeit: 70 km/h
- Leermasse: 115 kg
- Reifendimension: 4.00x10"